# THE DANCING SUN
『THE DANCING SUN』（ザ・ダンシング・サン）は、松任谷由実（ユーミン）の26枚目のオリジナルアルバム。1994年11月25日に東芝EMIからリリースされた（CD：TOCT-8600、CT：TOTT-8600）。このアルバムは、東芝EMIが独自に開発したCDの高音質化技術「HS2088」を使用した作品の第1号となった。

## 概要
アルバムのタイトルは、ネイティブ・アメリカンが宗教儀式として行う聖なる踊りである ″サン・ダンス″ に因んだもので、「四方八方に広がっていくエネルギーの中心で踊る」というイメージで付けられた。横尾忠則が担当したジャケットのデザインはタイトルに基づいたものとなっているが、打ち合わせだけでも2年近くの時間を要したという。
前作『U-miz』と同様に、決まったコンセプトは設定されていない。フジテレビの月9（主題歌は「Hello, my friend」）やNHKの連続テレビ小説（主題歌は「春よ、来い」）など、人気ドラマのタイアップが多いこともあって、売上は200万枚を突破した（記念にピクチャーレーベル仕様の非売品CDが製作された）。2019年現在、ユーミンのオリジナルアルバムでは最大の売上を記録している。
1994年12月19日から1995年6月（当初は5月18日ファイナルだったが盛岡公演が延期になった）にかけて、初のセンターステージライブである『THE DANCING SUN』コンサートツアーが行われた。なお、このライブは後にビデオ化され、『INTO THE DANCING SUN』というタイトルにて発売された。

### アートワーク
前作『U-miz』まで、CDのレーベル面には松任谷の顔を縦半分に切ったものが使用されていたが、本作からデザインが一新された。

## 収録曲
| 全作詞・作曲: 松任谷由実。 |                                  |            |            |                       |      |
| #                          | タイトル                         | 作詞       | 作曲・編曲 | 編曲                  | 時間 |
| 1.                         | 「Sign of the Time」             | 松任谷由実 | 松任谷由実 | 松任谷正隆            | 4:53 |
| 2.                         | 「砂の惑星」(The Planet of Dune) | 松任谷由実 | 松任谷由実 | 松任谷正隆            | 5:13 |
| 3.                         | 「Good-bye friend」              | 松任谷由実 | 松任谷由実 | 松任谷正隆            | 4:56 |
| 4.                         | 「Bye bye boy」                  | 松任谷由実 | 松任谷由実 | 松任谷正隆            | 5:20 |
| 5.                         | 「GET AWAY」                     | 松任谷由実 | 松任谷由実 | 松任谷正隆、Jerry Hey | 4:31 |
| 6.                         | 「Hello, my friend」             | 松任谷由実 | 松任谷由実 | 松任谷正隆            | 4:33 |
| 7.                         | 「RIVER」                        | 松任谷由実 | 松任谷由実 | 松任谷正隆            | 5:17 |
| 8.                         | 「Lonesome Cowboy」              | 松任谷由実 | 松任谷由実 | 松任谷正隆            | 5:28 |
| 9.                         | 「Oh Juliet」                    | 松任谷由実 | 松任谷由実 | 松任谷正隆、Jerry Hey | 4:34 |
| 10.                        | 「春よ、来い」(Haru Yo, Koi)     | 松任谷由実 | 松任谷由実 | 松任谷正隆            | 6:25 |

### 楽曲解説
1. Sign of the Time
2. 砂の惑星
エジプト・インド民俗音楽風ナンバー。1994年TBS系ドラマ『私の運命』前期主題歌。翌1995年、後期主題歌「命の花」のカップリング曲としてシングルカットする予定だった。
2018年の自薦ベスト『ユーミンからの、恋のうた。』でベストアルバム初収録。
3. Good-bye friend
1994年フジテレビ系ドラマ『君といた夏』劇中歌。アイルトン・セナの死を悼んで作られた曲。元々主題歌として予定されていたが、ドラマのイメージに合わないということでサビの部分以外は作り直された。先行シングル「Hello, my friend」のカップリング曲。
4. Bye bye boy
5. GET AWAY
1994年度の「キリンラガービール」CMソング[5]（出演・西島秀俊、りょう）。
6. Hello, my friend
前記のドラマ『君といた夏』の主題歌となった先行シングル。表記はないがアルバム収録の際に再度ミックスされている。ユーミンの公式サイトと公式YouTubeチャンネルでプロモーション・ビデオが視聴可能。
7. RIVER
8. Lonesome Cowboy
9. Oh Juliet
内容は現代版『ロミオとジュリエット』となっている。ユーミンが言うには「ちょっとシニカルな部分が出ちゃった」「“大変なのよ”って言ってる人に対して、“そう、大変ね”って感じです」とのこと。1994年苗場プリンスホテルCMソング[5]。
10. 春よ、来い
1994年NHK連続テレビ小説『春よ、来い』の主題歌。曲の末のサビの部分に童謡の「春よ来い」が流れる。またアルバムでは曲が終わった後に1分半強の「春よ来い」のオケが極めて低いレベルで[独自研究?]流れる。(その後のベストアルバムや配信ではカットされている。)
本作CDの帯には各曲の収録時間が記載されているが、この曲に関しては「6:25（4:47＋1:38）」とあり、「春よ、来い」部分と「春よ来い」部分が分けて扱われている。
公式サイトと公式YouTubeチャンネルでプロモーションビデオが視聴可能。1998年に槇原敬之がカヴァー。後に音楽教科書のほか、詩として光村図書刊の中学2年生国語教科書（2005年度 - 2011年度）にも掲載された。Hello, my friend同様、ユーミンの公式サイトと公式YouTubeチャンネルでプロモーション・ビデオが視聴可能。

## 参加ミュージシャン
- キーボード & プログラミング：松任谷正隆
- シンセサイザー・プログラング & オペレーティング：山中雅文
- ドラム：Harvey Mason (#9) / John Robinson (#1, #5, #7)
- ハイハット & シンバル：島村英二 (#3, #6, #8, #10)
- トム：島村英二 (#6)
- ベース：Abraham Laboriel (#5, #9) / Leland Sklar (#1, #8, #10) / 高水健司 (#6)
- フレットレス・ベース：Leland Sklar、高水健司 (#3)
- エレクトリック・ギター：Michael Landau (#1, #7, #8) / Paul Jackson, Jr.（#4, #9) / Dean Parks (#5) / 松原正樹、鈴木茂 (#6)
- アコースティック・ギター：Dean Parks (#1) / 中川雅也 (#2)
- パーカッション：Michael Fisher (#1, #3, #5, #7～#10) / 浜口茂外也 (#3, #6)
- トランペット：Jerry Hey、Gary Grant (#5, #9)
- トロンボーン：Bill Reichenbach (#5, #9)
- サクソフォン：Dan Higgins (#5, #9)
- コーラス：松任谷由実 / Gisa Vatcky (#5) / 木戸泰弘、比山貴咏史、広谷順子、Rajie（#9）